# Friedrich Kekulé von Stradonitz
Pour les articles homonymes, voir Kekulé von Stradonitz.
Friedrich August Kekulé (plus tard Kekulé von Stradonitz), né le 7 septembre 1829 à Darmstadt et mort le 13 juillet 1896 à Bonn, est un chimiste organicien allemand célèbre pour la découverte de la tétravalence du carbone et la formule développée du benzène.

## Biographie

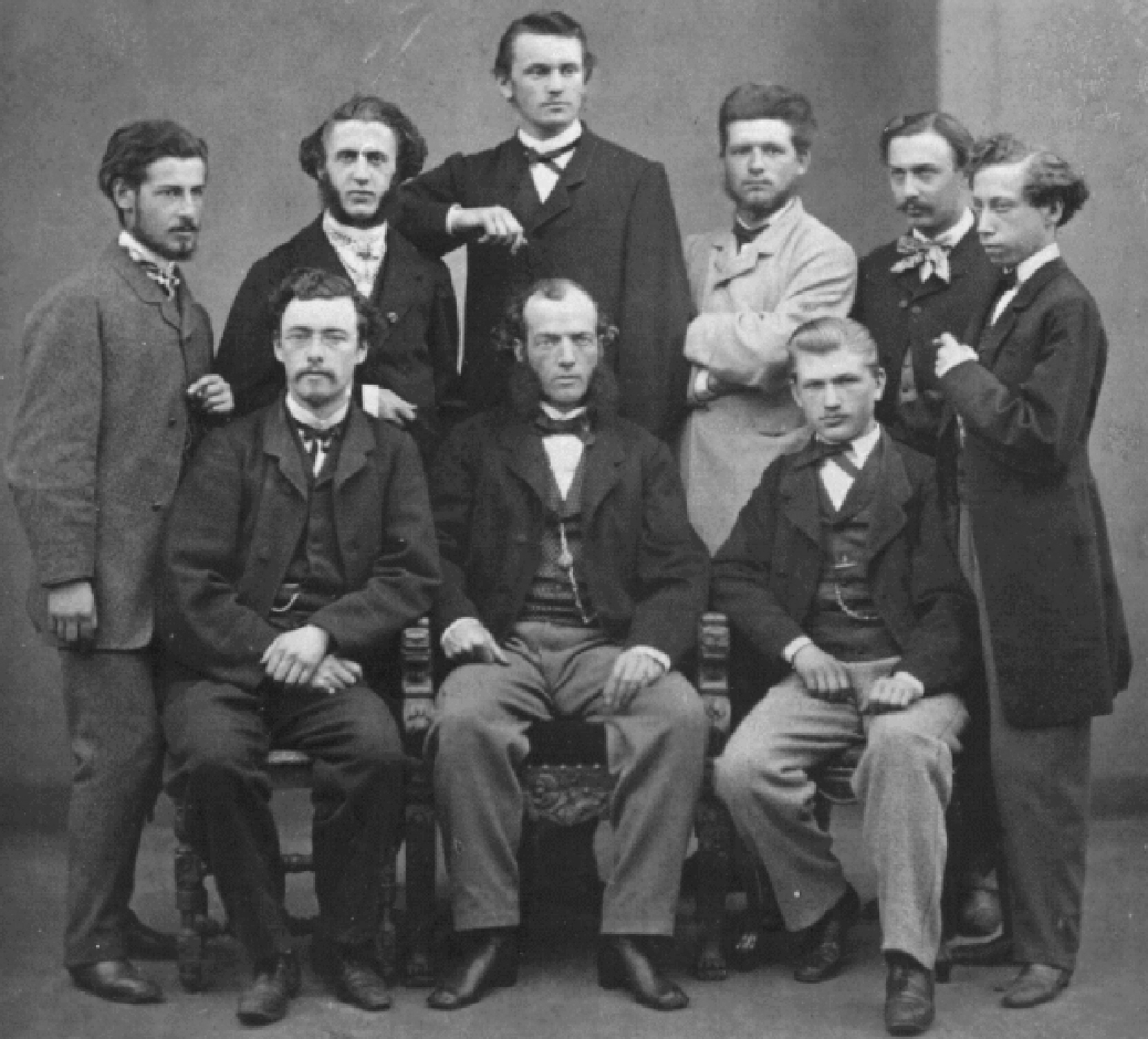
August Kekulé (assis, au centre) à Gand vers 1866.

August Kekulé est né en Darmstadt, fils d’un fonctionnaire. Après l’école secondaire, en 1847 il s’inscrit à l'université de Giessen pour étudier l’architecture, mais se tourne vers la chimie après avoir écouté les cours de Justus von Liebig. Après ses études à Giessen, il fait des études postdoctorales à Paris (1851-1852), à Coire (Suisse, 1852-1853), et à Londres (1853-1855) sous la direction de Alexander Williamson.
En 1856, il devient Privatdozent à l'Université de Heidelberg. En 1858, il obtient un poste de professeur à l’Université de Gand (Belgique). Il y reste jusqu'en 1867 lorsqu’il devient professeur à l’Université de Bonn.
Kekulé n’a jamais employé son premier prénom ; il est connu pendant sa vie comme August Kekulé. En 1895, une année avant sa mort, il est anobli par l'empereur Guillaume II et adopte le titre von Stradonitz, qui dérive de Stradonice (Bohême) où sa famille avait possédé des terrains. Ce titre est maintenu par son fils, le généalogiste Stephan Kekulé von Stradonitz.

### Tétravalence du carbone et structure chimique
En 1857-1858, August Kekulé développe la théorie de la structure chimique, basée sur deux notions : la tétravalence du carbone, et la capacité des atomes de carbone de former des liaisons entre eux. Le chimiste écossais Archibald Scott Couper trouve la deuxième notion indépendamment, et fournit les premiers diagrammes dans lesquels les liaisons sont représentées par des lignes.
Cette théorie de structure permet la compréhension des molécules organiques et de leurs réactions, et conduit à une véritable explosion de recherche en synthèse chimique des composés organiques à partir de 1860.

### Benzène
En 1865, August Kekulé travaille depuis des semaines sur la formule développée du benzène dont il possède la formule brute C6H6. Aucune des formules qu'il a produites, linéaire ou ramifiée, ne correspond parfaitement avec la monovalence de l'hydrogène (H) et surtout la tétravalence du carbone (C) qu’il vient de découvrir. Il propose enfin une structure cyclique – la première dans l'histoire de la chimie – avec un anneau de six carbones liés par des liaisons simple et double en alternance,.
Kekulé appuie cette structure en considérant le nombre d’isomères des molécules dérivées du benzène. Pour les benzènes monosubstitués (C6H5X, où X = Cl, OH, CH3, NH2, etc.), un seul isomère est trouvé, ce qui implique que tous les six carbones sont équivalents, de sorte que la substitution sur chaque carbone forme le même produit. Pour les benzènes disubstitués tels que les toluidines C6H4(NH2)(CH3), trois isomères sont observés. Kekulé leur propose des structures auxquelles les deux carbones substitués sont séparés par une, deux, ou trois liaisons; appelées par la suite des isomères ortho, méta et para respectivement.
Le comptage des isomères possibles des benzènes disubstitués est critiqué toutefois par Albert Ladenburg, ancien étudiant de Kekulé. Selon Ladenburg, la structure proposée par Kekulé en 1865 impliquerait deux isomères « ortho » distincts parce que les deux carbones voisins substitués pourraient être séparés par une liaison simple ou bien par une liaison double. En réalité un seul isomère ortho existe, et alors Kekulé modifie sa structure en 1872 et propose une oscillation entre deux structures équivalentes, de sorte que les liaisons simple et double échangent leurs positions rapidement. Les six liaisons carbone-carbone sont alors équivalentes, chacune étant liaison simple la moitié du temps et liaison double la moitié du temps. Cette équivalence reçoit une base théorique plus solide en 1928, lorsque Linus Pauling remplace l’oscillation de Kekulé par la superposition de deux structures selon la mécanique quantique, dite la résonance (ou la mésomérie).

L’ouroboros, prétendue inspiration onirique du chimiste

La proposition de Kekulé permet le développement d’une nouvelle branche de la chimie organique, à savoir la chimie des molécules aromatiques qui contiennent un anneau benzénique. En 1890 la Société chimique allemande fête le 25e anniversaire de son premier article sur le benzène. Kekulé raconte alors que sa théorie avait été créée lorsqu'une nuit, il rêve de l'ouroboros (le serpent gnostique qui se mord la queue). Il faillit dans son rêve s'écrier « Eurêka ! » en un éclair, il vient de découvrir la formule développée du benzène qu'il recherche depuis des semaines. Cependant les historiens débattent encore la vérité de cette histoire ; certains croient que Kekulé l’aurait inventée lorsqu’il l’a racontée en 1890.

## Prix et honneurs

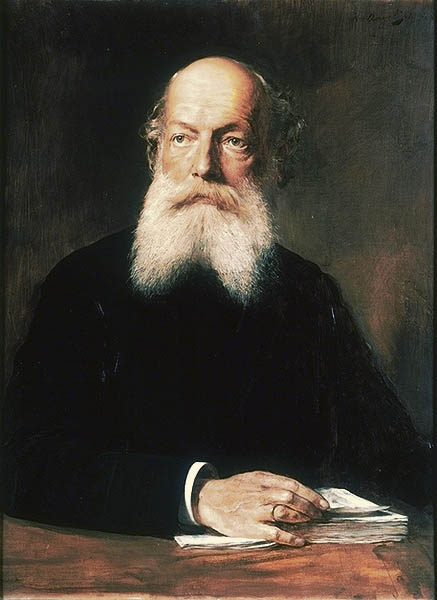
Portait de Friedrich Kekulé von Stradonitz

Ses recherches en chimie organique lui valent la médaille Copley en 1885. Parmi les cinq premiers prix Nobel en chimie, trois sont ses anciens étudiants : Van ’t Hoff en 1901, Fischer en 1902, et Baeyer en 1905.
L'astéroïde (13254) Kekulé porte son nom.